# Saidpur, Ghazipur
Saidpur är en ort i Indien.   Den ligger i distriktet Ghāzīpur och delstaten Uttar Pradesh, i den centrala delen av landet, 700 km sydost om huvudstaden New Delhi. Saidpur ligger 82 meter över havet och antalet invånare är 22 904.
Terrängen runt Saidpur är mycket platt. Runt Saidpur är det tätbefolkat, med 913 invånare per kvadratkilometer. Saidpur är det största samhället i trakten. Trakten runt Saidpur består till största delen av jordbruksmark.